# WT 갈라 어워즈
WT 갈라 어워즈(World Taekwondo Gala Awards)는 세계 태권도 연맹(WT)이 주최하는 연례 시상식이다. 2014년 12월 5일, 멕시코 케레타로주에서 처음 열렸다.